# Gerard van de Ven (1913-1996)
Gerard Marie Jacques Willem (Gerrit) van de Ven (Teteringen, 7 mei 1913 – Vught, 7 december 1996) was een Nederlands burgemeester en politicus van de KVP.
Hij was een zoon van een belastingambtenaar en wethouder in Breda, Wilhelmus Leonardus Alexander van de Ven (1877-1951), en Maria Wilhelmina Elisa Mathilda Wagemakers (1883-1965). Hij trouwde met Josephina E.J.M. de Poorter (1913-1984), uit welk huwelijk geen kinderen werden geboren. Zijn studie rechten volgde hij in Leiden, nadat hij een priesteropleiding aan het seminarie had afgebroken. Voordat hij burgemeester was was hij werkzaam bij een noodvoedselvoorziening van een Haags Interkerkelijk Bureau. Daarna was hij achtereenvolgens burgemeester van Schaijk, Veldhoven en 's-Hertogenbosch. In deze laatste ambtsperiode werden in 1971 de zelfstandige dorpen Engelen en Empel bij een gemeentelijke herindeling toegevoegd aan 's-Hertogenbosch. In 1978 ging hij met pensioen en eind 1996 overleed hij op 83-jarige leeftijd.